# G-Unit Records
G-Unit Records je americká hudební nahrávací společnost založena v roce 2003 rapperem 50 Centem a jeho manažerem Sha Money XL. Do roku 2009 byl label pod distribuční záštitou Interscope Records, poté byl pod společností EMI.

## Historie
Label vznikl v roce 2003 díky veleúspěchu 50 Centova debutu Get Rich or Die Tryin'. Ve stejném roce byla pod label upsána skupina G-Unit a samostatně i Lloyd Banks, Tony Yayo a Young Buck. Největším úspěchem labelu je debut G-Unit nazvaný Beg for Mercy (2003), kterého se prodalo na šest milionů celosvětově.
V roce 2004 byl na doporučení Dr. Dreho, šéfa labelu Aftermath Entertainment, kde byl upsán 50 Cent, pod G-Unit Records upsán rapper Game. Jeho debut The Documentary (2005) byl dalším úspěchem, celosvětově se ho prodalo okolo pěti milionů. Ještě o rok dříve vydali své debuty i Lloyd Banks – The Hunger for More a Young Buck – Straight Outta Cashville, každého z těchto dvou alb se celosvětově prodalo okolo dvou milionů. Young Buck do labelu přivedl rappera Spider Loca, který v roce 2004 získal smlouvu. Poslední, koho 50 Cent upsal byla zpěvačka Olivia.
Roku 2005 byl z labelu vyhozen The Game, za údajnou neloajalitu, v té době 50 Cent odmítal upsat kohokoli nového, jelikož nechtěl opakovat situaci s The Gamem. Ovšem ke konci roku se rozhodl dát šanci skupinám Mobb Deep a M.O.P., a také rapperovi Maseovi. Následujícího roku upsal rappera Young Hot Roda a Lil Scrappyho. Duo Mobb Deep mělo pod G-Unit Rec. upsán i vlastní label Infamous Records, kam přijali rappery Nyce da Future a 40 Glocca. Roku 2007 se kolem labelu točil i rapper Mazaradi Fox, ale nikdy nebyl upsán a po roce 2009 přerušil s labelem kontakt.
Young Buck byl ze skupiny G-Unit vyhozen v roce 2008 kvůli neshodám ohledně financí a následným disstrackům, avšak stále má smlouvu u G-Unit Records. Roku 2009 byli na label upsáni rapper Trav* a zpěvák Governor. V červnu 2011 vznikla spolupráce mezi jižanským labelem D4L Records a G-Unit Records. Nejznámějším protagonistou tohoto labelu je rapper Shawty Lo. Roku 2011 byl k sestavě připsán i rapper Kidd Kidd, který dříve působil v Young Money Ent. V červenci přibyl nezávislý rapper Genasis.

## Odchody
Prvním, kdo opustil label je Game, byl vyhozen v roce 2004 kvůli sporům, to vedlo k „beefu“ a řadě vzájemných disstracků. V roce 2006 byla vyhozena i jediná žena na labelu zpěvačka Olivia, také kvůli sporům s vedením labelu, doposud jsou její vztahy s Unit napjaté. Ve stejném roce odešel i rapper Mase, který necítil, že by ho label dostatečně propagoval. Na přelomu let 2007 a 2008 odešel rapper Lil Scrappy, který nedostal příležitost vydat své druhé album na labelu. V roce 2009 byly po dohodě propuštěny i skupiny Mobb Deep a M.O.P. 50 Cent dlouho tvrdil, že The Game a Young Buck měli stále platnou smlouvu u G-Unit Records, ačkoliv oba již byli upsáni jinému labelu.
Roku 2011 label opustili Spider Loc, Hot Rod a Slim da Mobster. O rok později byli ze smluv vyvázáni interpreti 40 Glocc a Trav. V roce 2013 odešli Genasis a Precious Paris. V té době už label v podstatě nenabíral nové členy. Záchvěvem byl krátkodobý návrat Young Bucka v roce 2014. Tím se opět dala dohromady základní sestava skupiny G-Unit a ještě téhož roku vyšlo EP The Beauty of Independence, následované v roce 2015 EP The Beast is G-Unit. V roce 2014 vydal 50 Cent také své prozatím poslední album Animal Ambition. Poslední členové labelu přibyli v roce 2015 (Rotimi) a 2016 (Uncle Murda). Oba ovšem label opustili v roce 2018. Současně s nimi z labelu odešli i Lloyd Banks a Young Buck. Na labelu tak zůstali již jen 50 Cent a Tony Yayo. Tím de facto zanikla i skupina G-Unit. Label je od té doby bez aktivity.

## Podlabely
Drobné nahrávací společnosti, které patří pod mateřský label G-Unit Records.

### G-Unit Philly Records
Roku 2009 Tony Yayo a 50 Cent založili nezávislý podlabel G-Unit Philly, kde byl upsán Tony Yayo jako hlava labelu a následně i rapper Mike Knox (2009–2012). Kromě Mikea Knoxe se ovšem jiného umělce upsat nepovedlo a na labelu nevyšlo žádné album. Od odchodu Knoxe v roce 2012 je label nečinný.

### G-Note Records
Na konci roku 2010 založil 50 Cent podlabel G-Note Records, který se zaměřoval na R&B, pop a dance umělce. Ihned po založení tam převedl smlouvy Hot Roda a zpěváka Governora. V roce 2011 k G-Note upsal zpěvačku jménem Lea. Roku 2011 k podlabelu přibyl DJ Pauly D z MTV show Pařba v Jersey Shore. Governor však z labelu odešel v roce 2010 a Lea v roce 2012. Label tak rovněž není aktivní.

### G-Unit West Records
Roku 2011 byl vytvořen nový podlabel pro kalifornské rappery. Podlabel vedl Spider Loc, dalšími členy byli 40 Glocc a Slim da Mobster. Jediné album vydané u tohoto labelu bylo New World Agenda od 40 Glocca. Dnes je label zaniklý.

### D4L Records / G-Unit South
V roce 2011 také s G-Unit Records sepsalo smlouvu o spolupráci studio D4L Records, kde nahrával rapper Shawty Lo, tím se stalo de facto podlabelem G-Unit Records. Shawty Lo vydal během této spolupráce trvající mezi léty 2011 a 2013 tři mixtapy B.H.F. (Bankhead Forever), Million Dollar Man a I'm Da Man 4, poté spolupráce skončila. Odchodem Shawtyho Loa podlabel G-Unit South zanikla. Sám Shawty Lo zemřel o tři roky později při dopravní nehodě.

## Seznam umělců
- Seznam umělců nahrávajících pod labelem G-Unit Records.

### Současní
| Umělec    | Roky působení                             | Alba vydaná pod labelem             |
| --------- | ----------------------------------------- | ----------------------------------- |
| 50 Cent   | 2003– nyní (CEO) 2014– nyní (jako umělec) | (1) – Animal Ambition               |
| Tony Yayo | 2003– nyní                                | (1) – Thoughts of a Predicate Felon |

### Bývalí
| Umělec          | Roky působení       | Alba vydaná pod labelem                                                             |
| --------------- | ------------------- | ----------------------------------------------------------------------------------- |
| Game            | 2004–2005           | (1) – The Documentary                                                               |
| Olivia          | 2004–2006           | –                                                                                   |
| Mase            | 2005–2006           | –                                                                                   |
| Mobb Deep       | 2005–2009           | (1) – Blood Money                                                                   |
| M.O.P.          | 2005–2009           | –                                                                                   |
| Lil Scrappy     | 2006–2008           | (1) – Bred 2 Die Born 2 Live                                                        |
| Nyce            | 2006–2009           | –                                                                                   |
| Spider Loc      | 2005–2011           | –                                                                                   |
| Hot Rod         | 2006–2011           | –                                                                                   |
| Slim da Mobster | 2009–2011           | –                                                                                   |
| 40 Glocc        | 2006–2012           | (1) – New World Agenda                                                              |
| Trav            | 2009–2012           | –                                                                                   |
| Genasis         | 2011–2013           | –                                                                                   |
| Precious Paris  | 2011–2013           | –                                                                                   |
| Kidd Kidd       | 2011–2018           | –                                                                                   |
| Lloyd Banks     | 2003–2018           | (3) – The Hunger for More; Rotten Apple; The Hunger for More 2                      |
| Rotimi          | 2015–2018           | (1) – Jeep Music Vol. 1                                                             |
| Uncle Murda     | 2016–2018           | –                                                                                   |
| Young Buck      | 2003–2008 2014–2018 | (2) – Straight Outta Cashville; Buck the World                                      |
| G-Unit          | 2003–2018           | (4) – Beg for Mercy; T.O.S.; The Beauty of Independence EP ; The Beast is G-Unit EP |

### G-Note Rec.
- Seznam umělců upsaných do roku 2010 u G-Unit Records a poté (nebo jen) u podlabelu G-Note Records.[8]

| Umělec     | Roky působení | Alba vydaná pod labelem |
| ---------- | ------------- | ----------------------- |
| Governor   | 2009–2010     | –                       |
| Lea        | 2011–2012     | –                       |
| DJ Pauly D | 2011– nyní    | –                       |

### G-Unit Philly Rec.
- Seznam umělců nahrávajících pod labelem G-Unit Philly Records.

| Umělec    | Roky působení | Alba vydaná pod labelem |
| --------- | ------------- | ----------------------- |
| Tony Yayo | 2009– nyní    | –                       |
| Mike Knox | 2009–2012     | –                       |

## Diskografie
| Rok  | Album | Nejvyšší umístění v hitparádě | Nejvyšší umístění v hitparádě | Nejvyšší umístění v hitparádě | Ocenění                                         |
| Rok  | Album | US 200                        | US Hip-Hop                    | US Rap                        | Ocenění                                         |
| ---- | --- | ----------------------------- | ----------------------------- | ----------------------------- | ----------------------------------------------- |
| 2003 | G-Unit – Beg for Mercy - Vydáno: 14. listopadu 2003 - Vydavatel: G-Unit, Interscope                                              | 2                             | 2                             | *                             | US: 2x platinové CAN: 2x platinové UK: stříbrné |
| 2004 | Lloyd Banks – The Hunger for More - Vydáno: 29. června 2004 - Vydavatel: G-Unit, Interscope                                      | 1                             | 1                             | *                             | US: platinové CAN: platinové UK: stříbrné       |
| 2004 | Young Buck – Straight Outta Cashville - Vydáno: 24. srpna 2004 - Vydavatel: G-Unit, Interscope                                   | 3                             | 2                             | *                             | US: platinové                                   |
| 2005 | Game – The Documentary - Vydáno: 18. ledna 2005 - Vydavatel: G-Unit, Aftermath, Interscope                                       | 1                             | 1                             | 1                             | US: 2x platinové CAN: platinové UK: platinové   |
| 2005 | Tony Yayo – Thoughts of a Predicate Felon - Vydáno: 30. srpna 2005 - Vydavatel: G-Unit, Interscope                               | 2                             | 2                             | 2                             | US: zlaté                                       |
| 2005 | G-Unit Rec. – Get Rich or Die Tryin' OST - Vydáno: 8. listopadu 2005 - Vydavatel: G-Unit, Shady, Aftermath, Interscope           | 2                             | 1                             | 1                             | US: platinové                                   |
| 2006 | Mobb Deep – Blood Money - Vydáno: 2. května 2006 - Vydavatel: G-Unit, Interscope, Universal                                      | 3                             | 1                             | 1                             | US: /                                           |
| 2006 | Lloyd Banks – Rotten Apple - Vydáno: 10. října 2006 - Vydavatel: G-Unit, Interscope                                              | 3                             | 1                             | 1                             | US: / CAN: zlaté                                |
| 2006 | Lil Scrappy – Bred 2 Die Born 2 Live - Vydáno: 5. prosince 2006 - Vydavatel: G-Unit, BME, Reprise, Warner Bros.                  | 24                            | 5                             | 3                             | US: zlaté                                       |
| 2007 | Young Buck – Buck the World - Vydáno: 27. března 2007 - Vydavatel: G-Unit, Interscope                                            | 3                             | 1                             | 1                             | US: /                                           |
| 2008 | G-Unit – T.O.S.: Terminate On Sight - Vydáno: 1. července 2008 - Vydavatel: G-Unit, Interscope                                   | 4                             | 2                             | 2                             | US: /                                           |
| 2010 | Lloyd Banks – The Hunger for More 2 - Vydáno: 22. listopadu 2010 - Vydavatel: G-Unit, EMI                                        | 26                            | 6                             | 4                             | US: /                                           |
| 2012 | 40 Glocc – New World Agenda - Vydáno: 31. ledna 2012 - Vydavatel: Zoo Life Entertainment, Infamous, G-Unit, G-Unit West, Fontana | —                             | —                             | —                             | US: /                                           |
| 2014 | 50 Cent – Animal Ambition - Vydáno: 3. června 2014 - Vydavatel: G-Unit, Caroline, Capitol                                        | 4                             | 1                             | 1                             | US: /                                           |
| 2014 | G-Unit – The Beauty of Independence (EP) - Vydáno: 25. srpna 2014 - Vydavatel: G-Unit                                            | 17                            | 5                             | 3                             | US: /                                           |
| 2015 | G-Unit – The Beast is G-Unit (EP) - Vydáno: 3. března 2015 - Vydavatel: G-Unit                                                   | 27                            | 3                             | 3                             | US: /                                           |
| 2017 | Rotimi – Jeep Music Vol. 1 - Vydáno: 4. srpna 2017 - Vydavatel: G-Unit, EMPIRE                                                   | —                             | —                             | —                             | US: /                                           |